# Jakovci
Jakovci es una localidad de Croacia en el ejido de la ciudad de Pakrac, condado de Požega-Eslavonia.

## Geografía
Se encuentra a una altitud de 420 m s. n. m. a 148 km de la capital nacional, Zagreb.

## Demografía
Para la fecha del censo 2021 la localidad contaba con 1 habitante.
| Gráfica de población de Jakovci 1857-2021                           |
|                                                                     |
| Según los censos de población de la oficina estadística de Croacia. |